# کیم کوانگ-سون
کیم کوانگ-سون (انگلیسی: Kim Kwang-sun؛ زادهٔ ۸ ژوئن ۱۹۶۴) بوکسور اهل کره جنوبی است. کیم در بازی‌های المپیک تابستانی ۱۹۸۸ در سئول مدال طلای مگس‌وزن (۵۱ کیلوگرم) مردان را به دست آورد. او دو بار نیز قهرمان جام جهانی بوکس شد.